# Бела торта
Бела торта је врста колача која је често ароматизована ванилом и направљена без жуманца. Може бити путер колач или сунђер торта. Анђеоска торта је врста сунђер торте, која се сматра врстом беле торте, јер се прави од беланаца. Бела торта се користи као компонента за посластице попут сладолед торте и неких варијација на шарлоти и трајфла. Бела торта се може направити помоћу крема; од њега се могу правити колача са чвршћом кором. Чест је избор за свадбене торте, због свог изгледа и текстуре.